# Bernardo de Narbona
Bernardo de Narbona foi um visconde de origem carolíngia que governou o viscondado de Narbona entre 1066 e 1077. O seu governo foi antecedido pelo de Raimundo II e foi seguido pelo de Emérico I de Narbona.